# مارتین روچینسکی
مارتین روچینسکی (انگلیسی: Martin Ručinský؛ زادهٔ ۱۱ مارس ۱۹۷۱) بازیکن هاکی روی یخ اهل جمهوری چک بود.
از باشگاه‌هایی که در آن بازی کرده‌است می‌توان به مونترآل کانادینز، ادمونتون اویلرز، ونکوور کناکز، و نیویورک رنجرز اشاره کرد.